# Centrum Studiów Olimpijskich w Lozannie
Centrum Studiów Olimpijskich w Lozannie (ang. The IOC Olympic Studies Centre, OSC; niem. Olympisches Studienzentrum, OSZ; fr. Le Centre d’Études Olympiques, CEO) – połączone z biblioteką naukowe centrum badawcze, będące integralną częścią Międzynarodowego Komitetu Olimpijskiego i mające swoją siedzibę w Villi du Centenaire w Lozannie, usytuowanej w Parku Olimpijskim przy Muzeum Olimpijskim. Aktualnie urzędującym dyrektorem placówki jest Maria Bogner.

## Cele
Głównym celem Centrum Studiów Olimpijskich w Lozannie jest nabywanie, przechowywanie, opisywanie oraz upowszechnianie dziedzictwa olimpijskiego i wiedzy z zakresu olimpizmu. Zadaniem uzupełniającym jest ułatwianie odwiedzającym dostępu do zbiorów bibliotecznych i archiwalnych Międzynarodowego Komitetu Olimpijskiego. Centrum zapewnia również koordynację badań, analiz i tworzenia treści naukowych oraz odpowiada za promowanie działań akademickich związanych z olimpizmem.
Celem dodatkowym jednostki jest dbałość o rozwój współpracy pomiędzy olimpijskimi ośrodkami badań na całym świecie.

## Oferta

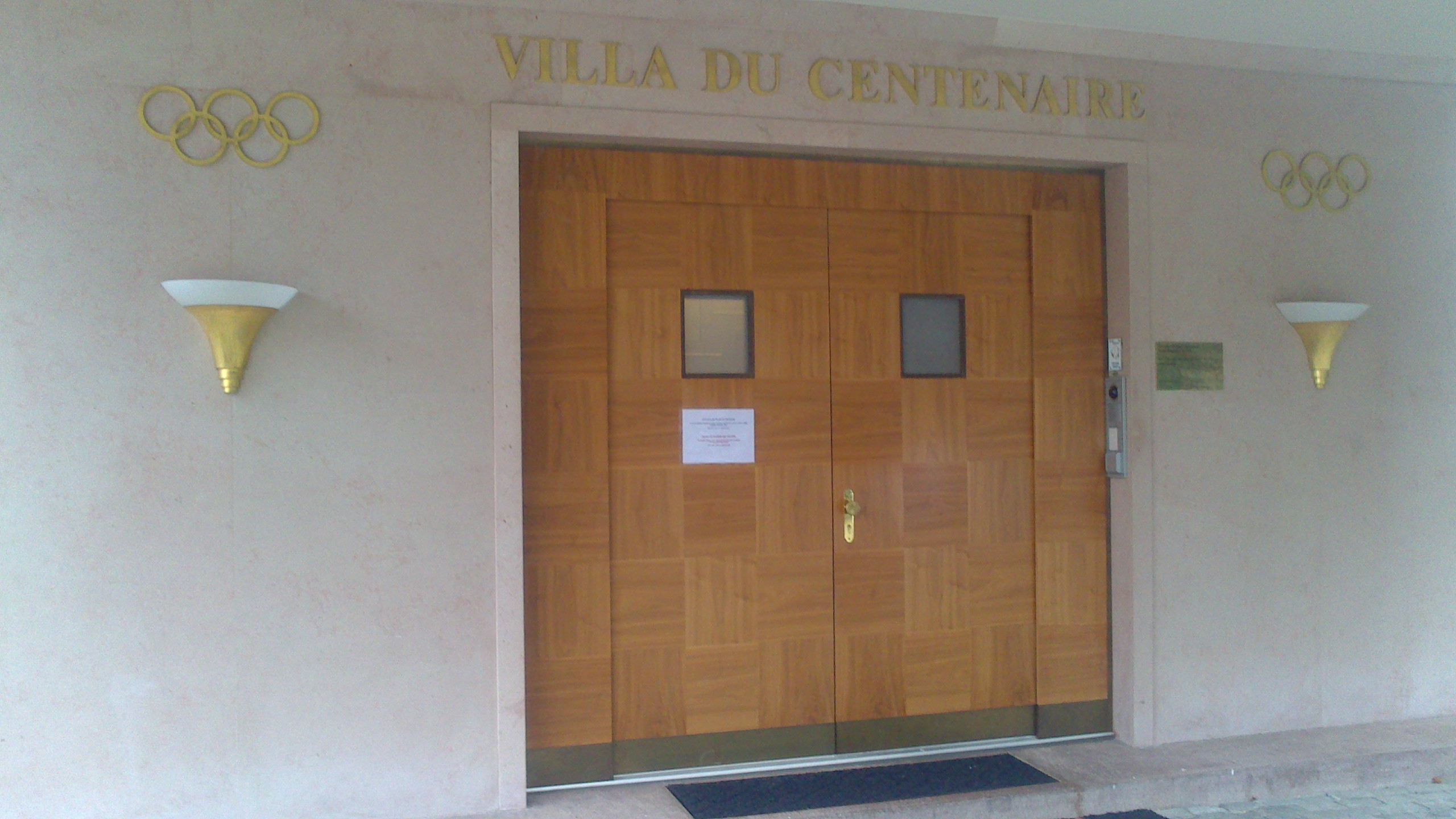
Wejście do Villi du Centenaire

Centrum oferuje naukowcom dostęp do archiwów historycznych Międzynarodowego Komitetu Olimpijskiego, 25 000 książek oraz szeroki wybór oficjalnych raportów, publikacji, biuletynów i zasobów elektronicznych związanych z igrzyskami olimpijskimi, olimpizmem i sportem w ogóle. W zasobach jednostki znajduje się ponadto blisko 250 000 zdjęć i ponad 10 000 przedmiotów i artefaktów. Dla badaczy akademickich dodatkowo dostępna jest multimedialna olimpijska biblioteka cyfrowa.
Centrum Studiów Olimpijskich w Lozannie jest otwarte od poniedziałku do piątku w godzinach od 9:00 do 17:00.